# Lijst van oorlogsmonumenten in Apeldoorn
De Nederlandse gemeente Apeldoorn heeft 44 oorlogsmonumenten. Hieronder een overzicht.
| Nr.  | Object                                      | Herdachte groep | Ontwerper                                                                            | Onthulling        | Type               | Locatie                               | Plaats                | Coördinaten                   | Foto                                     |
| ---- | ------------------------------------------- | --- | ------------------------------------------------------------------------------------ | ----------------- | ------------------ | ------------------------------------- | --------------------- | ----------------------------- | ---------------------------------------- |
| 106  | Monument bij het Apeldoorns Kanaal          | geallieerde militairen, verzet Nederland | fa. Hoogenberg                                                                       | 17 april 2000     | gedenksteen        | Kanaal Noord to 137, 7317 AB          | Apeldoorn             | 52° 13' 15" NB, 5° 58' 21" OL | Monument bij het Apeldoorns Kanaal       |
| 123  | Nationaal Canadees Bevrijdingsmonument      | geallieerde militairen | Henk Visch                                                                           | 2 mei 2000        | beeld/sculptuur    | Koning Lodewijklaan, 7314 AR          | Apeldoorn             | 52° 13' 37" NB, 5° 56' 46" OL | Nationaal Canadees Bevrijdingsmonument   |
| 738  | Bevrijdingsboom                             | algemeen, geallieerde militairen |                                                                                      |                   | boom               | Hoog Soeren 55, 7346 AC               | Hoog Soeren           | 52° 13' 7" NB, 5° 52' 21" OL  | Bevrijdingsboom                          |
| 1707 | Verzetsmonument Beekbergen                  | verzet Beekbergen | Ir. J. Bouw                                                                          | 4 mei 1970        | gedenksteen        | Teixeira de Mattospark, 7361          | Beekbergen            | 52° 9' 23" NB, 5° 58' 9" OL   | Verzetsmonument Beekbergen               |
| 1708 | Centraal Monument                           | algemeen | Cor Hund                                                                             | 15 september 1960 | beeld/sculptuur    | Oranjepark, 7316 AL                   | Apeldoorn             | 52° 13' 7" NB, 5° 57' 41" OL  | Centraal Monument                        |
| 1709 | Monument op de Joodse begraafplaats         | vervolgden Nederland |                                                                                      | 16 juli 1950      | gedenksteen        | Arnhemseweg 217, 7331 BA              | Apeldoorn             | 52° 11' 50" NB, 5° 57' 42" OL |                                          |
| 1710 | Brits ereveld                               | geallieerde militairen |                                                                                      |                   | begraafplaats/graf | Engelanderholt 97, 7339 BX            | Ugchelen              | 52° 10' 42" NB, 5° 55' 57" OL |                                          |
| 1711 | Wellington-monument                         | geallieerde militairen | Gebroeders Driessen                                                                  | 1981              | overig             | Hessen Allee 21, 7381 CA              | Klarenbeek            | 52° 9' 50" NB, 6° 3' 34" OL   | Wellington-monument                      |
| 1712 | Monument                                    | verzet Nederland | Willem van Kuilenburg (1899-1955)                                                    |                   | gedenksteen        | Radioweg 2, 7348 BH                   | Kootwijk              | 52° 9' 5" NB, 5° 45' 59" OL   | Monument                                 |
| 1713 | Monument in het politiebureau               | burgerslachtoffers, verzet Nederland | G. Post-Greve                                                                        | 17 april 1946     | reliëf             | Europaweg 79, 7336 AK                 | Apeldoorn             | 52° 11' 50" NB, 5° 56' 42" OL |                                          |
| 1714 | De Woeste Hoeve                             | verzet Nederland | T. Verrips                                                                           | 21 juli 1945      | Kruis              | Oude Arnhemseweg 292, 7361 TW         | Hoenderloo            | 52° 6' 13" NB, 5° 57' 8" OL   | De Woeste Hoeve                          |
| 1715 | Plaquette in het NS-station                 | burgerslachtoffers, verzet Nederland | Ir. H.G.J. Schelling (ontwerp), H.J. Winkelman (uitvoering)                          | 2 december 1948   | plaquette          | Stationsplein 8, 7311 NZ              | Apeldoorn             | 52° 12' 35" NB, 5° 58' 4" OL  | Plaquette in het NS-station              |
| 1716 | Monument in het Kruisjesdal                 | verzet Nederland | G. Post-Greve                                                                        | 1 mei 1945        | gedenksteen        | Soerenseweg                           | Hoog Soeren           | 52° 13' 11" NB, 5° 53' 33" OL | Monument in het Kruisjesdal              |
| 1717 | Ereveld Loenen                              | vervolgden Nederland, verzet Nederland, burgerslachtoffers, militairen in dienst van het Ned. Kon. 1940-1945, burgers voormalig Nederlands-Indië, militairen in dienst van het Ned. Kon. na 1945, koopvaardijpersoneel | Cor van Kralingen (beeld); A.M. de Rouville (gebouwen); D. Haspels (Landschapsplan). | 18 oktober 1949   | begraafplaats/graf | Groenendaalseweg 64, 7371 EZ          | Loenen                | 52° 6' 59" NB, 5° 59' 45" OL  | Ereveld Loenen                           |
| 1718 | Gedenkplaat 'Airborne Military Hospital'    | geallieerde militairen | Majoor Koninklijke Luchtmacht W.J.M. Duyts                                           | 21 september 1984 | plaquette          | Sportlaan, 7312 TG                    | Apeldoorn             | 52° 12' 5" NB, 5° 55' 28" OL  | Gedenkplaat 'Airborne Military Hospital' |
| 1719 | De Davidster van Loenen                     | geallieerde militairen |                                                                                      | 21 januari 1975   | gedenksteen        | Vrijenbergweg, 7371 AA                | Loenen                | 52° 7' 27" NB, 6° 1' 3" OL    |                                          |
| 1720 | Marechausseemonument                        | militairen in dienst van het Ned. Kon. na 1945, militairen in dienst van het Ned. Kon. 1940-1945 | Henk J. Etienne                                                                      | 26 oktober 1949   | beeld/sculptuur    | Frankenlaan 51, 7312 TD               | Apeldoorn             | 52° 12' 13" NB, 5° 55' 37" OL | Marechausseemonument                     |
| 1721 | De Ugchelense Kei                           | militairen in dienst van het Ned. Kon. 1940-1945, verzet Nederland |                                                                                      | 28 maart 1947     | gedenksteen        | Ugchelseweg to 259, 7335 JP           | Ugchelen              | 52° 15' 27" NB, 5° 46' 46" OL | De Ugchelense Kei                        |
| 1722 | Bevrijdingsmonument                         | algemeen |                                                                                      | 17 april 1985     | overig             | Lierderstraat bij huisnr. 5a, 7364 BH | Lieren                | 52° 9' 39" NB, 5° 59' 13" OL  | Bevrijdingsmonument                      |
| 1723 | Gedenktegel in de kapel                     | militairen in dienst van het Ned. Kon. 1940-1945, burgerslachtoffers, verzet Nederland |                                                                                      |                   | plaquette          | 7346AE                                | Hoog Soeren           | 52° 13' 7" NB, 5° 52' 28" OL  |                                          |
| 1724 | 2 Oktober Monument                          | geallieerde militairen, verzet Nederland | G. Post-Greve / Tirza Verrips                                                        | 2 oktober 1969    | gedenksteen        | Het Rietveld 55a, 7321 CT             | Apeldoorn             | 52° 12' 47" NB, 6° 0' 2" OL   |                                          |
| 1725 | Monument 'Het Apeldoornsche Bosch'          | vervolgden Nederland | Ralph Prins (03-05-1926)                                                             | 23 april 1990     | overig             | Frisolaan to 8, 7316 DC               | Apeldoorn             | 52° 13' 32" NB, 5° 57' 52" OL | Monument 'Het Apeldoornsche Bosch'       |
| 1727 | Zwerfkeien aan de Sportlaan                 | geallieerde militairen, verzet Nederland | G. Post-Greve                                                                        |                   | gedenksteen        | Sportlaan, 7312 TD                    | Apeldoorn             | 52° 12' 5" NB, 5° 55' 28" OL  |                                          |
| 2047 | Indië-monument                              | militairen in dienst van het Ned. Kon. na 1945, militairen in dienst van het Ned. Kon. 1940-1945 |                                                                                      |                   | overig             | Soerenseweg 71, 7314 JE               | Apeldoorn             | 52° 13' 11" NB, 5° 56' 21" OL |                                          |
| 2487 | Aambeeld met gebroken hamer                 | verzet Nederland | A.H. Meerhof (20-07-1930)                                                            | 29 april 1994     | beeld/sculptuur    | Marktplein 33, 7311 LJ                | Apeldoorn             | 52° 12' 56" NB, 5° 57' 45" OL |                                          |
| 2604 | Korea-monument                              | militairen in dienst van het Ned. Kon. na 1945 |                                                                                      | 1 november 2001   | gedenksteen        | Soerenseweg 71, 7314 JE               | Apeldoorn             | 52° 13' 11" NB, 5° 56' 21" OL |                                          |
| 2645 | De Dwangarbeider                            | burgerslachtoffers | T. Verrips                                                                           | 2 december 2004   | zuil               | Marktplein 1, 7311 LG                 | Apeldoorn             | 52° 12' 56" NB, 5° 57' 46" OL | De Dwangarbeider                         |
| 2949 | Plaquettes in het Gelre Ziekenhuis          | overig, geallieerde militairen |                                                                                      | 1 maart 1946      | plaquette          | Albert Schweitzerlaan 31, 7334 DZ     | Apeldoorn             | 52° 10' 55" NB, 5° 56' 53" OL |                                          |
| 2951 | Plaquette op de gevel van villa Laag Buurlo | geallieerde militairen |                                                                                      | 3 mei 2000        | plaquette          | Deventerstraat 389, 7322 RH           | Apeldoorn             | 52° 13' 17" NB, 6° 0' 11" OL  |                                          |
| 2955 | Oorlogsmonument                             | algemeen | Annie Schol; Evert van Veldhuizen                                                    | 17 april 1985     | gedenksteen        | Heldringsweg 10, 7351 BE              | Hoenderloo            | 52° 7' 11" NB, 5° 52' 47" OL  |                                          |
| 2956 | Bevrijdingsmonument                         | algemeen | Oranjevereniging Uddel i.s.m. firma Wegerif te Apeldoorn                             | 4 mei 1995        | gedenksteen        | Uttilochweg to 16, 3888 LK            | Uddel                 | 52° 15' 27" NB, 5° 46' 46" OL |                                          |
| 2957 | Wandreliëf in 't Loohuys                    | vervolgden Nederland, burgerslachtoffers | W. de Kluizenaar                                                                     |                   | reliëf             | De Voorwaarts 61a, 7325 AA            | Apeldoorn             | 52° 12' 23" NB, 6° 0' 12" OL  |                                          |
| 2958 | Holocaustmonument                           | vervolgden Nederland | Tirza Verrips                                                                        | 7 oktober 2005    | beeld/sculptuur    | Paslaan 18, 7311 AL                   | Apeldoorn             | 52° 13' 1" NB, 5° 57' 47" OL  | Holocaustmonument                        |
| 2959 | Monument voor de familie Wijler             | burgerslachtoffers, vervolgden Nederland |                                                                                      |                   | gedenksteen        | Arnhemseweg 217, 7331 JC              | Apeldoorn             | 52° 11' 50" NB, 5° 57' 42" OL |                                          |
| 2960 | Monument aan de synagoge                    | vervolgden Nederland | Harry Meek                                                                           | 28 februari 1960  | reliëf             | Paslaan 18, 7311 AL                   | Apeldoorn             | 52° 13' 1" NB, 5° 57' 47" OL  | Monument aan de synagoge                 |
| 2961 | De bronzen beer                             | geallieerde militairen | Marie José Wessels                                                                   | 6 mei 2000        | beeld/sculptuur    | Eerbeekseweg 146, 7371 CL             | Loenen                | 52° 6' 30" NB, 6° 2' 6" OL    | De bronzen beer                          |
| 2962 | Gedenktekens op de Brink                    | geallieerde militairen, burgerslachtoffers |                                                                                      | 14 april 1984     | overig             | Hoofdweg 5, 7371 AC                   | Loenen                | 52° 7' 4" NB, 6° 1' 11" OL    | Gedenktekens op de Brink                 |
| 2963 | Bevrijdingsmonument                         | geallieerde militairen |                                                                                      | 21 april 1995     | gedenksteen        | Het Oude Veen 21, 7364 BZ             | Oosterhuizen          | 52° 9' 28" NB, 6° 0' 21" OL   | Bevrijdingsmonument                      |
| 2975 | Apeldoorn, plaquette voor Samuel Esmeijer   | verzet Nederland | Cornelis Begeer                                                                      | 28 november 1984  | plaquette          | Arnhemseweg 348, 7334 AC              | Apeldoorn             | 52° 11' 46" NB, 5° 55' 9" OL  |                                          |
| 2976 | Monument voor Frank van Bijnen              | militairen in dienst van het Ned. Kon. 1940-1945, verzet Nederland |                                                                                      | 31 augustus 1985  | plaquette          | Sportlaan 55, 7312 TD                 | Apeldoorn             | 52° 12' 14" NB, 5° 55' 37" OL |                                          |
| 2978 | Plaquette in de Koninklijke Stallen         | militairen in dienst van het Ned. Kon. na 1945, geallieerde militairen, burgerslachtoffers |                                                                                      | 23 april 1990     | plaquette          | Koninklijk Park 1, 7315 JA            | Apeldoorn             | 52° 14' 0" NB, 5° 56' 9" OL   |                                          |
| 2979 | Maple Leaf Monument                         | geallieerde militairen |                                                                                      | 29 december 1945  | boom               | Canadalaan, 7315 AA                   | Apeldoorn             | 52° 13' 14" NB, 5° 57' 32" OL |                                          |
| 3046 | Monument in het Kristalbad                  | geallieerde militairen |                                                                                      | 26 november 2007  | gedenksteen        | Felualaan 29, 7313 GM                 | Apeldoorn             | 52° 13' 1" NB, 5° 55' 26" OL  |                                          |
| 3688 | Monument slachtoffers Tarakan               | militairen in dienst van het Ned. Kon. 1940-1945 |                                                                                      | 19 januari 2012   | zuil               | Groenendaalseweg 64, 7371             | Loenen                | 52° 6' 56" NB, 5° 59' 53" OL  | Monument slachtoffers Tarakan            |
|      | Monument Deense chauffeurs                  | burgerslachtoffers |                                                                                      |                   | zitbank            | Kayersdijk bij 122, 7332 AS           | Apeldoorn             | 52° 11' 9" NB, 5° 58' 52" OL  | Monument Deense chauffeurs               |
|      | Monument verzetsstrijders Apeldoorn         | verzet Nederland | Han Goudswaard                                                                       | 4 mei 2010        | gedenkstenen       | Verzetsstrijderspark                  | Apeldoorn             | 52° 13' 28" NB, 5° 58' 4" OL  | Monument verzetsstrijders Apeldoorn      |
| 3844 | Muurmonument                                | burgerslachtoffers | Jan Janssen, Paulus Gabriël                                                          | 4 april 2015      | beeld/sculptuur    | Hoofdweg 109, 7371 GE                 | Loenen                | 52° 7' 44" NB, 6° 1' 54" OL   |                                          |
| 3845 | Exodusmonument                              | burgerslachtoffers | Ingrid Harris                                                                        | 25 september 2014 | zuil               | Arnhemseweg/Engelanderweg, 7361 CJ    | Beekbergen            | 52° 9' 33" NB, 5° 57' 33" OL  | Exodusmonument                           |
|      | Stolperstein                                | vervolgden Nederland | Gunter Demnig en anderen                                                             |                   | plaquette          | Zie Stolperstein in Apeldoorn         | Apeldoorn, Beekbergen |                               |                                          |

Aalten ·
Apeldoorn ·
Arnhem ·
Barneveld ·
Berg en Dal ·
Berkelland ·
Beuningen ·
Bronckhorst ·
Brummen ·
Buren ·
Culemborg ·
Doesburg ·
Doetinchem ·
Druten ·
Duiven ·
Ede ·
Elburg ·
Epe ·
Ermelo ·
Harderwijk ·
Hattem ·
Heerde ·
Heumen ·
Lingewaard ·
Lochem ·
Maasdriel ·
Montferland ·
Neder-Betuwe ·
Nijkerk ·
Nijmegen ·
Nunspeet ·
Oldebroek ·
Oost Gelre ·
Oude IJsselstreek ·
Overbetuwe ·
Putten ·
Renkum ·
Rheden ·
Rozendaal ·
Scherpenzeel ·
Tiel ·
Voorst ·
Wageningen ·
West Betuwe ·
West Maas en Waal ·
Westervoort ·
Wijchen ·
Winterswijk ·
Zaltbommel ·
Zevenaar ·
Zutphen